# دریم آکادمی
دریم آکادمی (به انگلیسی: The Dream Academy) یک گروه فولک راک انگلیسی بود، شامل خواننده و گیتار نواز نیک لیرد کلاوز، نوازندهٔ چندسازی کت سینت جان به همراه نوازندهٔ کیبورد گیلبرت گابریل. آن‌ها بیشتر با تک‌آهنگ موفق خود Life in a Northern Town شناخته می‌شوند.